# 蒸気ディーゼルハイブリッド機関車

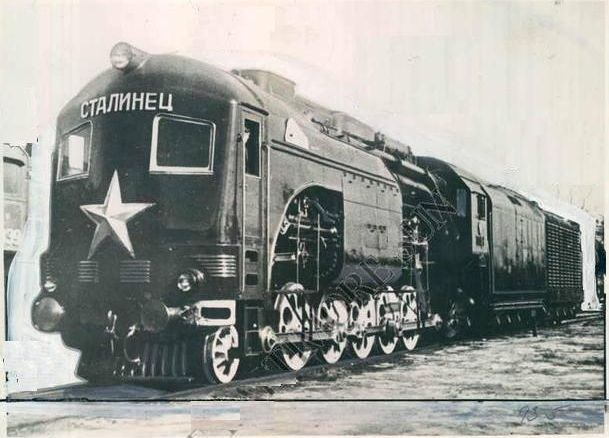
ソビエト連邦で試作された機関車

蒸気ディーゼルハイブリッド機関車はボイラーからの蒸気とディーゼル燃料の両方で動くピストンエンジンの機関車である。イギリス、ロシア、イタリアで製造されたが普及しなかった。

## キットソン・スティル機関車
1926年に、キットソンにより実験機がロンドン・アンド・ノース・イースタン鉄道（LNER）向けに製造された。動力源は定置式や船舶用のエンジンとして既に用いられていた蒸気機関と内燃機関のハイブリッドであるスティルエンジンで、1934年まで試験が続けられたのちに廃棄された。起動時に蒸気を送り込む事で高トルクを発生させ、熱効率の高いディーゼルエンジンで巡航運転するものだった。

### 構造
車輪配置2-6-2の従来形タンク機関車を元に、4気筒の水平対向エンジンを長手方向に台枠と主動輪の上に搭載した。向かい合った4組のシリンダの内、片側は蒸気用で、もう一方は燃料噴射装置を備えたディーゼルエンジンであった（いくつかの発行された図面では2気筒となっており、設計時の特徴のひとつが開発中に変更されたと見られる）。ボイラーの直径は51インチ（130 cm）で内部に小型の火室があった。運転席はボイラーと燃料と水タンクの間に挟まれた形だった。

### 運用
通常の運転手順は、まずボイラーを加熱するが、燃料は石炭の代わりに石油を使用した（ディーゼルと共用の燃料と思われる）。蒸気圧が充分に上昇した後は、時速5マイル（8km/h）までは蒸気で推進し、それ以上ではディーゼル燃料を噴射して、ディーゼルエンジンとして稼働させ、蒸気の供給を止めた。ディーゼルエンジンとしての運転中でもシリンダから発する熱と排気はボイラーの熱源とされ、発生した蒸気はブレーキや汽笛、再起動時に使用された。起動時に蒸気を使用する事でディーゼルエンジンに不可避の多段変速機を不要とし、1段減速の歯車比は1·878:1に設定されていた。
出力は通常の蒸気機関車に及ばなかったものの、ギア伝動のおかげで性能は及第点だった。排熱を回収することで燃費も良かったが、そのランニングコストは石炭と石油の価格差に依存しており、当時は従来形の蒸気機関車より運行経費が高くついた。
キットソンは1934年に倒産し、機関車はLNERから管財人に返却され、解体された。

## 他の試み
ソビエト連邦は3機の大型の実験機関車を1939年から1949年にかけて製造した。1台は無煙炭のガスを燃料として内燃機関を駆動して、微粉炭でボイラーを加熱した。それらは全て失敗し、1949年以降、通常の蒸気機関車に改造された。